# باشگاه ورزشی اورینته پترولرو
باشگاه ورزشی اورینته پترولرو (انگلیسی: Oriente Petrolero) یک باشگاه فوتبال مستقر در سانتا کروس د لا سیرا (بولیوی) است که در حال حاضر در لیگ دسته اول فوتبال بولیوی، بالاترین سطح لیگ فوتبال در این کشور به فعالیت می‌پردازد. 